# 백조자리 알파형 변광성
백조자리 알파형 변광성(Alpha Cygni variable)은 방사형의 맥동을 보이지 않는 변광성이다. 이는 바람을 불어넣는 풍선처럼 전방향으로 일정하게 부풀어오르는 것이 아니라, 표면 일부가 수축함과 동시에 다른 부분은 팽창한다는 뜻이다. 이런 별은 보통 분광형이 B나 A인 초거성으로, 별개의 맥동 주기 여럿이 맥놀이 현상을 보이면서 밝기가 불규칙하게 변하는 것처럼 보인다.(밝기 진폭은 0.1 정도이다.) 각각의 맥동 주기는 며칠에서 몇 주 정도이다.
대표적인 별은 백조자리의 알파별 데네브가 있으며 밝기는 1.21에서 1.29까지 변한다.